# Герб Зареченска
Герб муниципального образования сельское поселение Заре́ченск Кандалакшского района Мурманской области Российской Федерации — официальный символ муниципального образования.

## Описание герба
«В понижено четверочастном лазоревом и червлёном поле — восстающий медведь, держащий перед собой обоюдоострую громовую стрелу (без наконечников) и сопровождённый во главе северным сиянием в виде лучей; все фигуры золотые».
Герб сельского поселения Зареченск в соответствии с Методическими рекомендациями по разработке и использованию официальных символов муниципальных образований (Раздел 2, Глава VIII, п.п. 45-46), утверждёнными Геральдическим советом при Президенте Российской Федерации 28 июня 2006 года может воспроизводиться со статусной короной установленного образца.

## Обоснование символики
Недостаток электроэнергии в промышленности в 50-е годы прошлого века вызвал необходимость строительства электростанций. Тогда на Кольском полуострове появились геологи, начались геологические изыскания для проектирования гидроэлектростанции.
Бурная река Иова стала подходящим местом для будущей электростанции. В 1956 году сюда прибыли строители. По бездорожью, по лесам и болотам люди протащили свои машины и у бурных порогов начали строить Иовскую ГЭС. Разные грузы, строительные материалы, оборудование доставляли на катерах к причалу. Переправа через реку Иову осуществлялась по понтонному мосту. Взрывники строили канал, частично изменяя русло бурной реки. Строители — электростанцию. Параллельно строилось жильё — бараки, ведь рабочие жили в палатках. Многие приезжали на стройку семьями. Две квартиры выделили для обучения первых детей. В одном из бараков разместилась пекарня, где пекли свой хлеб. Вскоре был построен мост через реку. Отсыпана дорога до г. Кандалакша. Открылся леспромхоз по заготовке и сплаву древесины по реке Иове. Электростанция, которая дала первый электрический ток в энергосистему в 1960 году, названа Иовской, по названию реки.
Уютный, симпатичный посёлок с двухэтажными домами был построен за рекой (по отношению к дороге связывающей поселение и районный центр), поэтому и получил название Зареченск. Он удачно вписался в склон живописной сопки.
Символика герба сельского поселения Зареченск многозначна:
 — разделение поля герба на лазоревые и червленые (красные) участки — символически отражает чередование водных пространств (лазурь) с участками суши (червлень);
 — смещение лазури из верхней правой части герба в левую нижнюю — символизирует верхний и нижний бьефы гидростанции;
 — медведь, держащий громовую стрелу, аллегорически символизирует поселение, как местожительство энергетиков;
 — медведь — представитель фауны лесной зоны Кольского полуострова. В Кандалакшском заповеднике, расположенном на территориях Мурманской области и Республики Карелия, медведь охраняется как редкое животное. Медведь, в фольклоре местных народов — занимает значительное место с положительным подтекстом. Медведь — хозяин тайги, символ стойкости, находчивости, терпения;
 — молния (громовая стрела), символизирует Иовскую электростанцию, Молния — подобно лучам солнца, считается как благотворной, так и разрушительной силой. Вспышка молнии соотносится со светом и просвещением;
 — северное сияние — символ расположения большей части территории поселения за Полярным кругом.
Лазурь — символ возвышенных устремлений, искренности, преданности, возрождения.
 Червлень (красный цвет)- символ труда, мужества, жизнеутверждающей силы, красоты и праздника.
Золото — символ высшей ценности, величия, богатства, урожая.
Авторы герба: идея — Константин Моченов (Химки), художник — Оксана Фефелова (Балашиха), Анна Гарсия (Москва), компьютерный дизайн — Анна Гарсия (Москва), обоснование символики- Вячеслав Мишин (Химки). Герб разработан при содействии Союза геральдистов России.
Герб и Положение о гербе Зареченска утверждены 23 марта 2016 года решением № 15 Совета депутатов муниципального образования сельское поселение Зареченск Кандалакшского района третьего созыва от 23 марта 2016 года и внесён в Государственный геральдический регистр Российской Федерации под № 10957.